# 圖林卡
50°8′5″N 24°3′24″E / 50.13472°N 24.05667°E
圖林卡（烏克蘭語：Туринка）是烏克蘭西部的村莊，隸屬利維夫州的利維夫區。該村始建於1478年，面積6.35平方公里，2001年人口1,991，人口密度每平方公里313.54人。